# Bulbine striata
Bulbine striata là một loài thực vật có hoa trong họ Thích diệp thụ. Loài này được Baijnath & Van Jaarsv. miêu tả khoa học đầu tiên năm 1987.